# Ландкоф, Наум Самойлович
Наум Самойлович (Самуилович) Ландкоф (1915—2004) — советский и израильский учёный-математик, доктор физико-математических наук (1967), профессор (1968).
Крупный советский специалист по теории потенциала, создатель вероятностной школы.

## Биография
Родился 20 января 1915 года в Харькове в еврейской семье юристов Самуила Наумовича Ландкофа и Анны Натановны Ландкоф (1890—?).
В 1937 году окончил Харьковский университет (ныне Харьковский национальный университет имени В. Н. Каразина), где обучался в аспирантуре и продолжил работать доцентом с 1940 года. В этом же году защитил кандидатскую диссертацию на тему «Некоторые свойства нерегулярных точек обобщенной задачи Дирихле», В 1967 году защитил докторскую диссертацию. С 1968 года — профессор кафедры теории функций Харьковского университета. Впоследствии являлся профессором и заведующим кафедры математики Харьковской военной академии академии ПВО (ныне Харьковский национальный университет Воздушных Сил имени Ивана Кожедуба). В 1978—1985 годах был заведующим кафедрой высшей математики Ростовского инженерно-строительного института (ныне Ростовский государственный строительный университет), после чего эмигрировал в Израиль, проживал в городе Беер-Шева.
Научные исследования Наума Ландкофа касались теории функций комплексных переменных и дифференциальных уравнений с частными производными, в частности теории потенциала и связанных с ней вопросов об аппроксимации непрерывных функций гармоническими функциями. Он нашёл обобщение данных результатов М. Келдыша и М. Лаврентьева, исследовал множества иррегулярных точек обобщенной задачи Дирихле. Подготовил ряд кандидатов и докторов наук, в числе которых Александр Эммануилович Еременко и Владимир Александрович Марченко.
Умер в Израиле в 2004 году.

## Научные труды
Автор ряда научных трудов, среди которых:
- О разрешимости обобщенной задачи Дирихле. // Изв. АН СССР. Сер. Математика. 1947. Т. 11.
- Аппроксимация непрерывных функций гармоническими. // Матем. сб. 1949. Т. 25.
- О преобразовании Фурье некоторых классов обобщенных функций. // Докл. АН СССР. 1962. Т. 147.
- Основы современной теории потенциала. Москва, «Наука», 1966. — 515 с.
- Введение в теорию вероятностей. Харьков, 1968.